# 689 Zita
689 Zita eller 1909 HJ är en asteroid i huvudbältet, som upptäcktes den 12 september 1909 av den österrikiske astronomen Johann Palisa. Den har fått sitt namn efter den österrikiska kejsarinnan Zita av Bourbon-Parma.
Asteroiden har en diameter på ungefär 15 kilometer.